# Jigme Wangchuck
Jigme Wangchuck (en dzongkha, འཇིགས་ མེད་ དབང་ ཕྱུག, transliterat: jigs med dbang phyug) (Palau de Kuenga Rabten, Punakha, Bhutan, 1905 - Palau de Kuenga Rabten, Punakha, Bhutan, 30 de març de 1952) va ser el segon Druk Gyalpo i rei de Bhutan.
Pertanyent a la dinastia Wangchuck, va ser monarca entre el 21 d'agost de 1926, dia en què va succeir al seu pare el rei Ugyen Wangchuck, i el 30 de març de 1952, dia de la seva mort, sent succeït pel seu fill Jigme Dorji Wangchuck. Va contreure matrimoni amb dues cosines segones seves, totes dues germanes entre si.
Sota el seu regnat Bhutan continuà amb el seu aïllament gairebé total del món exterior, mantenint únicament relacions limitades amb el Raj Britànic a l'Índia.